# 484 v. Chr.
Portal Geschichte | Portal Biografien | Aktuelle Ereignisse | Jahreskalender | Tagesartikel

◄ |
6. Jahrhundert v. Chr. |
5. Jahrhundert v. Chr. |
4. Jahrhundert v. Chr. |
►

◄ | 500er v. Chr. | 490er v. Chr. | 480er v. Chr. | 470er v. Chr. |
460er v. Chr. |
►

◄◄ | ◄ | 487 v. Chr. | 486 v. Chr. | 485 v. Chr. | 484 v. Chr. |
483 v. Chr. |
482 v. Chr. |
481 v. Chr. |
► |
►►

## Ereignisse

### Politik und Weltgeschehen

#### Römische Republik
Kaeso Fabius Vibulanus aus dem Patriziergeschlecht der Fabier wird der Überlieferung nach gemeinsam mit Lucius Aemilius Mamercus Konsul der Römischen Republik.
- um 484: Die Römische Republik erobert erstmals das Hauptsiedlungsgebiet der Aequer.

#### Griechenland und griechische Kolonien
Gelon, Tyrann von Syrakus aus dem Geschlecht der Deinomeniden, zerstört in einem Feldzug die Stadt Kamarina und übersiedelt deren Bevölkerung nach Syrakus. 
Der Athener Politiker Xanthippos wird – wahrscheinlich wegen seiner Opposition zur Flottenpolitik des Themistokles – durch ein Scherbengericht aus der Stadt verbannt.

#### Perserreich/Ägypten
Xerxes I. schlägt den Aufstand der Ägypter unter Psammetich IV. gegen die persische Oberhoheit nieder und setzt seinen Bruder Achaimenes als Satrapen ein.

#### China
Konfuzius wird nach seiner 13-jährigen Wanderschaft durch die chinesischen Staaten in seine Heimat Lu zurückberufen.

### Kultur
Aischylos siegt als Tragödiendichter bei den Dionysien in Athen. 

### Sport
Astylos von Kroton ist der erste bekannte Athlet der Antike, der seiner Heimatstadt den Rücken kehrt. Bei den 74. Olympischen Spielen lässt er sich als Angehöriger von Syrakus ausrufen, woraufhin seine Statue in Kroton zerstört wird.
Astylos von Kroton gewinnt wie schon vier Jahre zuvor den Stadionlauf und den Doppelstadionlauf.
Euthymos von Lokroi gewinnt den Faustkampf.

## Geboren
- um 484 v. Chr.: Achaios aus Eretria, griechischer Tragödiendichter

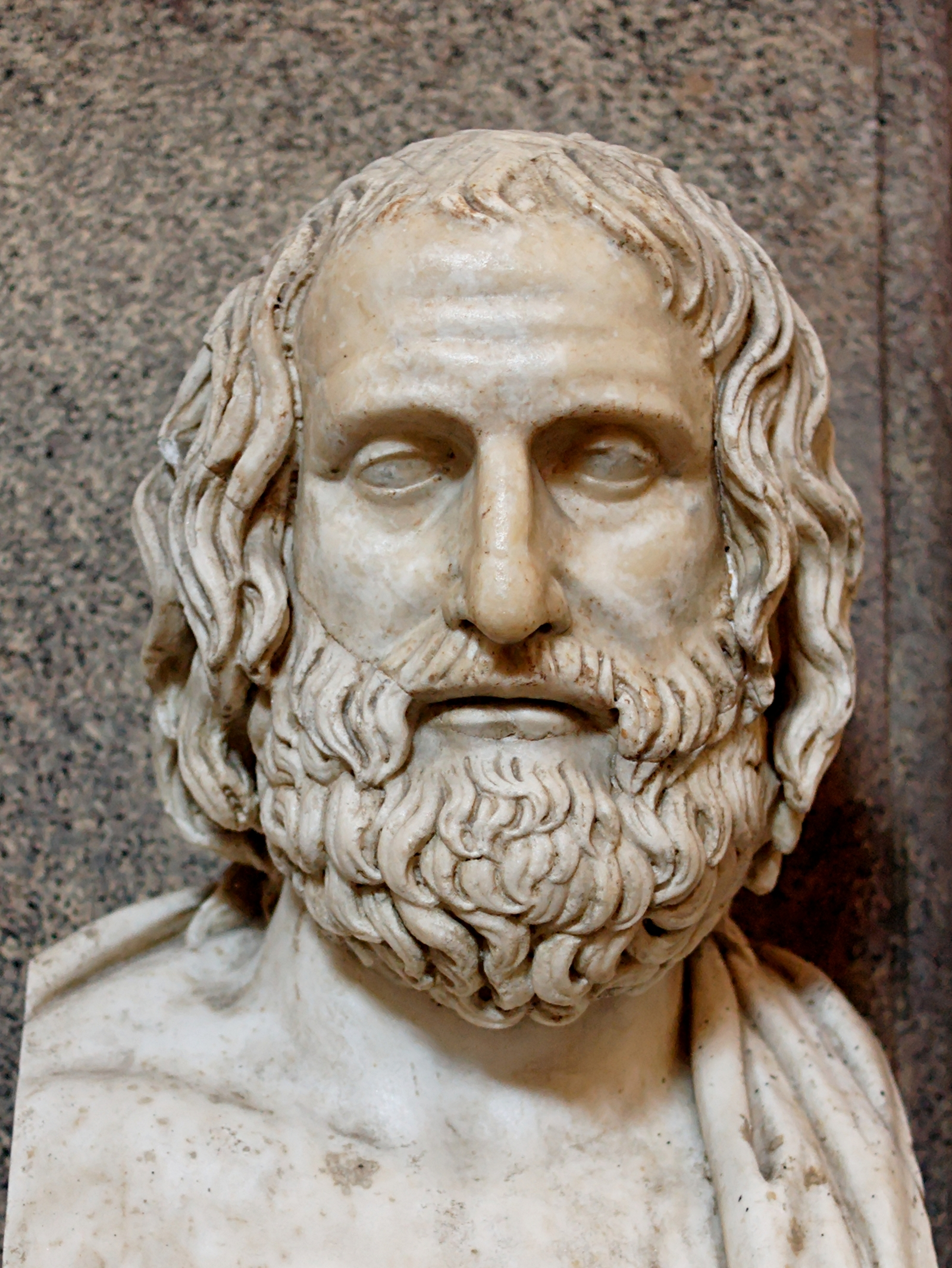
Euripides

- 485, 484, oder 480 v. Chr.: Euripides, griechischer Dramatiker aus Salamis († 406 v. Chr.)

## Gestorben
- Wu Zixu, aus Chu stammender chinesischer Minister, Militärführer und Stratege im Staat Wu